# NGC 4614
NGC 4614 ist eine 13,4 mag helle Linsenförmige Galaxie vom Hubble-Typ SB0-a im Sternbild des Haar der Berenike am Nordsternhimmel. Sie ist schätzungsweise 215 Millionen Lichtjahre von der Milchstraße entfernt und hat einen Durchmesser von etwa 55.000 Lj.
Im selben Himmelsareal befinden sich u. a. die Galaxien NGC 4613, NGC 4615, IC 3644, IC 3646.
Das Objekt wurde am 9. Mai 1864 von Heinrich Louis d’Arrest entdeckt.